# لو گران-آبرژمان
لو گران-آبرژمان (به فرانسوی: Le Grand-Abergement) یک کمون و در فرانسه است که در Canton of Brénod واقع شده‌است.

## خصوصیات
لو گران-آبرژمان ۳۱٫۹۲ کیلومترمربع مساحت و ۱۰۵ نفر جمعیت دارد.